# 170年代
170年代（ひゃくななじゅうねんだい）は、西暦（ユリウス暦）170年から179年までの10年間を指す十年紀。

## できごと

### 179年
- ラエティアにレーゲンスブルクが建設された。

## 人物
- マルクス・アウレリウス・アントニヌス : ローマ皇帝
- カエレリウス・プリスクス : ブリタンニア知事